# 目論見書
目論見書（もくろみしょ）は、有価証券の募集または売出しのためにその相手方に提供する文書で、当該有価証券の発行者の事業その他の事項に関する説明を記載したものである（金融商品取引法第2条第10項）。
- 金融商品取引法について以下では、条数のみ記載する。

## 概要
目論見書発行の対象となる有価証券の代表的なものとしては株式、社債、投資信託などがあげられる。国債・地方債などに関しては目論見書は発行されない（第3条）。投資信託などについては、基本的な情報を記載する交付目論見書と、詳細な情報を記載する請求目論見書の2種類が発行され、後者は投資家の請求があったときに交付すればよい。
1. 請求目論見書　投資者の判断に極めて重要な影響を及ぼすものとして内閣府令で定めるもの等が記載される。投資信託受益証券、外国投資信託受益証券、投資証券、新投資口予約券証券、投資法人債券、外国投資証券が対象[1]。
2. 交付目論見書　投資者の判断に重要な影響を及ぼすものとして内閣府令で定めるもの。株式、社債等の上記以外の有価証券が対象[1]。

## 根拠法令
- 作成義務: 第13条第1項
- 交付義務: 第15条第2項・第3項・第6項
- 提出様式及び内容の根拠: 企業内容等の開示に関する内閣府令、特定有価証券の内容等の開示に関する内閣府令、外国債等の発行者の内容等の開示に関する内閣府令

目論見書の記載事項は、おおむね有価証券届出書と同一である。

## 脚註
1. 1 2  “投資信託の仕組みについてのQ&A 交付目論見書と請求目論見書とはどう違うのですか？”.   投信資料館. 2020年6月26日閲覧。